# Javier Torres Vela
Javier Torres Vela (Pozo Alcón, Jaén, 7 de noviembre de 1953) es un político socialista español.

## Biografía
Está casado, con dos hijos. Licenciado en Ciencias Exactas y profesor de la Universidad de Granada, Torres Vela se vinculó a esta universidad desde 1978, donde impartió clases de Estadística Aplicada a las Ciencias Sociales y de Sociología Política y Electoral. Abandonó la docencia en 1996.
Torres Vela ingresó en el Partido Socialista Obrero Español en 1975. Con veintitrés años fue elegido secretario general del PSOE de Granada, convirtiéndose en el socialista español más joven en ocupar una secretaría general.

###### Ha ocupado distintos puestos de responsabilidad política, entre otros:
- Parlamentario andaluz por Granada, (1982-2004).

- Senador (1984 a 1990).

- Concejal del Ayuntamiento de Granada (1983-1984 y 2007-mayo de 2008).

- Consejero de Cultura de la Junta de Andalucía (1984 a 1990).[1]

- Presidente del Parlamento de Andalucía (1996 a 2004).

- Diputado por Granada en el Congreso de los Diputados durante la VIII legislatura (2004-2008).

En el Congreso de los Diputados presidió la Comisión de Fomento y Vivienda y fue también miembro de la ponencia conjunta para la reforma del Estatuto de Autonomía de Andalucía. En su etapa como Consejero de Cultura se encargó de negociar con la Iglesia Católica la cesión del Palacio de San Telmo, utilizado por aquella como Seminario, para servir de sede de la Presidencia de la Junta de Andalucía. Como Presidente del Parlamento de Andalucía su gestión se caracterizó por la dotación de los medios técnicos más modernos a la institución y por el esfuerzo en rebajar las tensiones y enfrentamientos que habían azotado la institución en la legislatura anterior..,
En las elecciones municipales españolas de 2007 fue candidato por el PSOE a la alcaldía de Granada, siendo derrotado por el alcalde ejerciente del Partido Popular, José Torres Hurtado, que revalidó y amplió la mayoría absoluta. Tras algo más de un año como portavoz de la oposición en el Ayuntamiento, el 29 de mayo de 2008 anunció su dimisión y su retirada de la política., para volver a la docencia universitaria en la Universidad Pablo de Olavide de Sevilla.